# Гамма Южного Треугольника
Gamma Trianguli Australis (γ TrA, γ Trianguli Australis) — звезда в созвездии Южного Треугольника. Видимая звёздная величина +2.87 (видна невооружённым глазом). γ TrA изображена на флаге Бразилии, символизируя штат Парана.